# Eriothrix sapporensis
Eriothrix sapporensis là một loài ruồi trong họ Tachinidae.